# Reserva indígena de Cañoncito

Mapa de ubicación de la Reserva India de Cañoncito

La Reserva India de Cañoncito (también, Reserva Indígena de Cañoncito o Tohajiilee Indian Reservation) es una sección no contigua de la Nación Navajo que se localiza en partes del oeste del condado de Bernalillo, en el estado de Nuevo México, al oriente del condado de Cíbola y al suroeste del condado de Sandoval, en Nuevo México, en los Estados Unidos de América, al oeste de la ciudad de Albuquerque. Cuenta con una superficie de 314,911 km² y una población de 1.649 habitantes, según datos de la oficina del Censo de los Estados Unidos. Equivale a tan solo el uno por ciento del área total de la Nación Navajo.[cita requerida]